# Quentin Ayuso
Pour les articles homonymes, voir Ayuso.
Quentin Ayuso est un joueur français de volley-ball né le 11 mars 1994. Il joue passeur.

## Clubs
| Club          | Pays   | De        | À |
| ------------- | ------ | --------- | - |
| Arago de Sète | France | 2010-2011 | … |